# ネフェルカラー3世
ネフェルカラー3世（Neferkare III）は、エジプト第7王朝の第4代ファラオである。ネフェルカラー・ネビイ（Neferkare Neby）ともいう。
ネフェルカラー3世の名前はアビドス王名表の43番にはっきりと読み取ることができる。さらにこの時代のほとんどの王とは異なり、次の2つの考古学的証拠から実在が確実視されている:
1.ネフェルカラー3世の名前はアンクネスペピ2世の墓の偽の扉、 さらに石棺にも刻まれている。 このことから、ネフェルカラー3世の母親がアンケセンペピ2世であると考えられる。このため、彼の父親は彼女の配偶者であるペピ1世であると考えられる。
2.アンケセンペピ2世の碑に、ネフェルカラー3世がサッカラの地で ピラミッドの建設を始めたと記録されている。この碑文に登場するピラミッドの場所は今なお不明であり、建造物としてはおそらく完成しなかったと考えられている。 
第7王朝の多くの王と同様、ネフェルカラー3世の名はトリノ王名表には記されていない。 